# Pedicularis chorgossica
Pedicularis chorgossica är en snyltrotsväxtart som beskrevs av Eduard August von Regel och Winkler. Pedicularis chorgossica ingår i släktet spiror, och familjen snyltrotsväxter. Inga underarter finns listade i Catalogue of Life.